# Gemini Wing
Gemini Wing — компьютерная игра в жанре вертикальный скролл-шутер, изданная Tecmo в 1987 году, а в 1989 году портированная Imagitec на домашние компьютеры и изданная Virgin Mastertronic для платформ Amiga, Amstrad CPC, Atari ST, Commodore 64, MSX и ZX Spectrum. В 1990 году игра вышла также для Sharp X68000.

## Игровой процесс
Gemini Blue и Gemini Red — это футуристические самолёты, которыми управляют, соответственно, первый и второй игрок. Цель игры заключается в том, чтобы расстрелять всех врагов или избежать столкновения с ними. Врагами являются инопланетные захватчики, большая часть которых имеет вид гигантских насекомых, либо рыб или других биологических видов.
Некоторые из врагов после уничтожения выбрасывают новые виды оружия в виде шариков или другие бонусы (например, дополнительные жизни или увеличение скорости). Собранные шары накапливаются, образуя хвост, следующий за самолётом игрока. Специальное вооружение однократного использования может быть использовано в любой момент, однако используется в очерёдности, которая зависит от порядка, в котором оно было собрано.
Игра разделена на семь уровней, каждый из которых, за исключением третьего, заканчивается сражением с боссами, которых необходимо уничтожить.
В версиях для 8-битных компьютеров (C64, CPC, MSX, ZX) не доступен режим для двух игроков.